# Старе Акташево
Старе Акта́шево (рос. Старое Акташево, чув. Кивĕ Тутайкасси) — присілок у складі Цівільського району Чувашії, Росія. Входить до складу Конарського сільського поселення.
Населення — 163 особи (2010; 197 у 2002).
Національний склад:
- чуваші — 99 %